# Самит (Мисисипи)
Самит (енгл. Summit) град је у америчкој савезној држави Мисисипи.

## Демографија
По попису из 2010. године број становника је 1.705, што је 277 (19,4%) становника више него 2000. године.
| Група             | 2000.       | 2010.         |
| Белци             | 463 (32,4%) | 391 (22,9%)   |
| Афроамериканци    | 945 (66,2%) | 1.285 (75,4%) |
| Азијати           | 1 (0,1%)    | 1 (0,1%)      |
| Хиспаноамериканци | 6 (0,4%)    | 31 (1,8%)     |
| Укупно            | 1.428       | 1.705         |